# Breda Mod. 37
 (mai 2025).
Si vous disposez d'ouvrages ou d'articles de référence ou si vous connaissez des sites web de qualité traitant du thème abordé ici, merci de compléter l'article en donnant les références utiles à sa vérifiabilité et en les liant à la section « Notes et références ».
Pour les articles homonymes, voir Breda (homonymie).
La Breda M1937 est la mitrailleuse standard de l'armée italienne durant la Seconde Guerre mondiale. C'était une assez bonne mitrailleuse avec un calibre supérieur à celui de ses rivales. Elle s'enrayait toutefois facilement et son canon devait être changé toutes les 450 à 500 cartouches.
Elle servit aussi durant la guerre d'Espagne et la guerre d'Éthiopie. Elle fut aussi en service au Portugal en 7,92 mm Mauser.
Il en exista une version pour char d'assaut (mitrailleuse de char Breda 38).

## Conception et opérations
La mitrailleuse lourde Breda M1937 fonctionnait au gaz et était refroidie par air. La Breda utilisait également une cartouche plus puissante que ses rivales, la 8x59mm Breda. Contrairement à d'autres mitrailleuses d'infanterie, il manquait à la Breda  un mécanisme de came pour l'extraction de la douille après le tir, et cela signifiait que chaque cartouche devait être huilée par l'intermédiaire d'un mécanisme de huilage avant d'être introduite dans la chambre. Cela attire la poussière et les débris, en particulier dans les environnements désertiques comme dans les campagnes de la Seconde Guerre mondiale en Libye et dans le Sahara occidental.

## Service
En service, les mitrailleuses Breda M37 se sont  avérées être assez fiables comme mitrailleuses lourdes. Peut-être parce que les armes d'appui lourdes ont reçu plus d'attention de la part de leurs utilisateurs, les rapports de terrain ont été généralement positifs, sauf pour les débris causés par le sable du désert et de la poussière qui se collent à la cartouche huilée, ce qui dans le désert occidental a touché toutes les mitrailleuses d'infanterie dans une certaine mesure. Le rythme lent de la Breda M1937 a permis d'éviter une surchauffe lors d'un tir continu, et ses puissantes cartouches ont une excellente portée et pénétration. L'arme est restée en service dans l'armée italienne durant la guerre.
La M1937 a également été adoptée par les forces armées portugaises, qui l'ont mise en service. La Breda a vu un service étendu dans les colonies africaines du Portugal au cours des premiers stades des guerres coloniales portugaises.
La production s'est terminée en 1943. Elle était encore utilisée comme mitrailleuse standard après la guerre, jusqu'à ce qu'elle soit remplacée par d'autres mitrailleuses modernes.

## Sources
- (en) Cet article est partiellement ou en totalité issu de l’article de Wikipédia en anglais intitulé « Breda M37 » (voir la liste des auteurs).